# Битва на Каталаунських полях
Битва на Каталаунських полях (після 20 червня 451 року) — битва в Галлії, у якій війська Західної Римської імперії під керівництвом полководця Аеція в союзі з армією Тулузького королівства вестготів зупинили навалу коаліції варварських племен гунів і германців під проводом Аттіли на Галлію.
Битва була найбільшою і однією з останніх в історії Західної Римської імперії перед її падінням. Хоча результат битви був невизначений, Аттіла був змушений піти з Галлії і це було розцінено як поразка гунів.

## Передумови битви
Войовничі гуни змусили скоритися Східну Римську імперію (дорогою вони все знищували вогнем і мечем). У 448 році імператор Феодосій II уклав мир з гунами, при цьому заплатив величезний викуп у 2100 фунтів золота (точніше 952 кг). Виявлено факти, які підтверджують сплату данини гунам Східною Римською імперією.

## Становище Західної Римської імперії
Спочатку римляни маніпулювали гунами задля власних цілей. Римські полководці використовували їх у війнах зі своїми численними ворогами. На прохання римлян гуни розгромили королівство бургундів, яке знаходилося на Рейні. У 450 році Галлія була країною, яка була політично розділена між германськими племенами. Територію Галлії розділяли франки, вестготи і бургунди. Аттіла знав про стан справ у Галлії. Під час війн вандали заснували своє королівство, а їхній король Гейзеріх вважав себе спадкоємцем карфагенських правителів. У 451 році Аттіла зрозумів, що гуни готові до війни з Римом. Він почав вторгнення в Західну Римську імперію. Захопивши такі міста, як Аквіланія і Мілан (вони були великими торговими містами), Аттіла підійшов до Риму. Римський імператор змушений був заплатити величезний викуп.

## Атака на Галлію

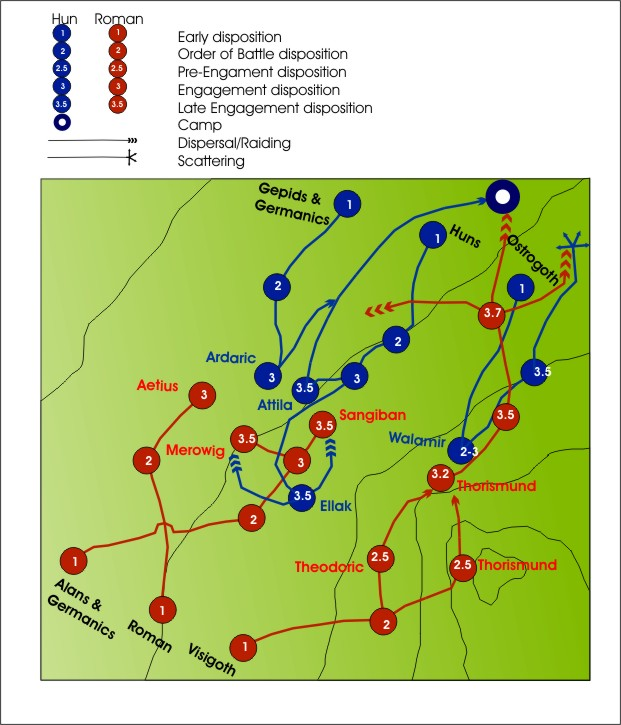

Під час атаки на Галлію Аттіла розграбував великі міста, зокрема Мец, Кельн та інші, дійшовши до Каталаунських полів (200 км від Орлеана). Вночі франки й гепіди зустрілись у бою. Зранку противники з'ясували, що бій відбуватиметься на пагорбі. Римсько-вестгогтському війську вдалося захопити пагорб першим. Гуни намагалися вибити їх із зайнятих позицій, але сини вестготського короля Теодоріха І відбили атаку. Наступної ночі почалася різанина, у якій загинув сам Теодоріх І. Його затоптали в бою, коли він впав зі свого коня. Тіло короля вдалося знайти лише зранку. Сини відкинули гунів вночі аж до табору. Потім сини Теодоріха вирішили піти з поля бою, а після цього пішли і гуни.
У цьому бою ніхто не переміг, але гуни не досягли поставленої мети походу на Галлію і вимушені були відступити. Це продемонструвало деяку перевагу римлян.
Хоча Римська імперія витримала навалу гунів, але їй залишалось існувати всього 25 років. 476 р. соратник Аттіли Одоакр захопив усю Італію.